# Artur Tomaszewski

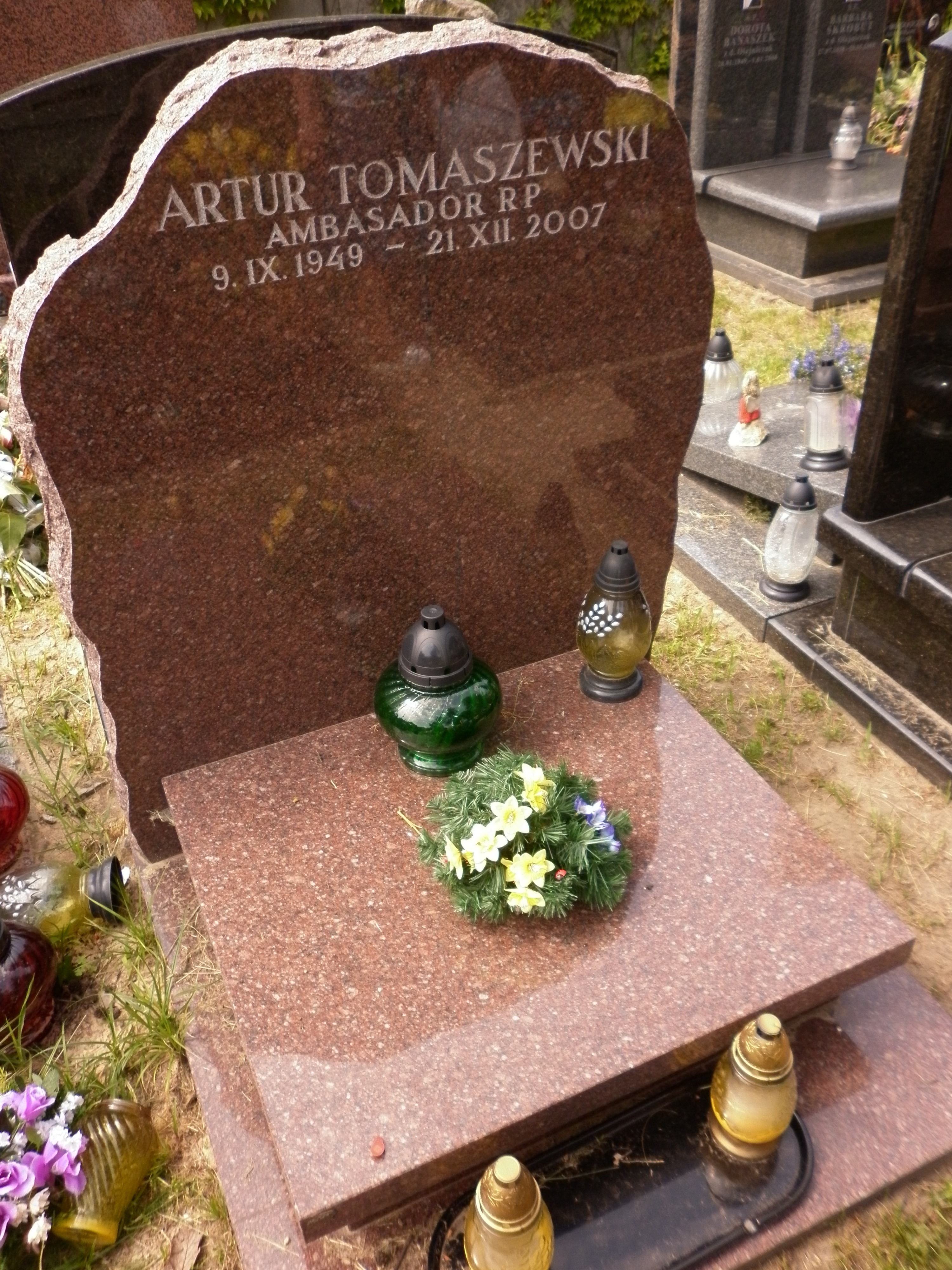
Grób Artura Tomaszewskiego

Artur Tomaszewski (ur. 9 września 1949 w Pruszkowie, zm. 21 grudnia 2007 w Pekinie) – polski dyplomata, ambasador w Albanii (2002–2007).

## Życiorys
Absolwent Akademii Wychowania Fizycznego w Warszawie z 1973 i podyplomowych studiów z zakresu międzynarodowych stosunków ekonomicznych w Szkole Głównej Planowania i Statystyki oraz studium podyplomowego w Polskim Instytucie Spraw Międzynarodowych. Znał język albański. 
Od 1979 pracownik Ministerstwa Spraw Zagranicznych. Pracował w ambasadzie w Dżakarcie (1979–1982). W latach 1982–1987 był pracownikiem Towarzystwa Łączności z Polonią Zagraniczną „Polonia”. Od 1987 do 1992 pracował w ambasadzie w Ankarze. W latach 1997–1999 pełnił funkcję chargé d’affaires w ambasadzie polskiej w Tiranie.
29 sierpnia 2002 został mianowany Ambasadorem RP w Albanii. Rozpoczął misję 2 października 2002 i kontynuował ją do swojej śmierci. 
Jego zasługą było ożywienie kontaktów polsko-albańskich, zwłaszcza wymiany kulturalnej. Był jednym z organizatorów Towarzystwa Szopenowskiego, które patronowało odbywającym się w Tiranie konkursom pianistycznym. W 2003 Albanię odwiedził prezydent RP, Aleksander Kwaśniewski, w grudniu 2004 do Tirany przyjechał premier Marek Belka. W listopadzie 2006 do Polski przyjechał prezydent Albanii Alfred Moisiu.
Artur Tomaszewski został pochowany 11 stycznia 2008, na Wojskowych Powązkach w Warszawie (kwatera B43-4-7). 13 marca 2008 został odznaczony pośmiertnie przez prezydenta Republiki Albanii Medalem Wdzięczności za zasługi dla współpracy polsko-albańskiej.